# Parafia Kościoła Katolickiego Mariawitów w Warszawie
Parafia Matki Boskiej Nieustającej Pomocy w Warszawie – parafia centralna kustodii  warszawskiej Kościoła Katolickiego Mariawitów w RP.
Parafia skupia około 200 osób z Warszawy i okolic. Kontakt z placówką warszawską utrzymuje diaspora z Leszna.
Proboszczem od 1976 jest siostra biskupka Hanna Maria Rafaela Woińska, kustoszka warszawska.
Kaplica parafialna pod wezwaniem Matki Boskiej Nieustającej Pomocy (będąca jednocześnie siedzibą kustodii warszawskiej) znajduje się w Warszawie, na Bielanach na osiedlu Marymont-Kaskada, przy ulicy Brunona Schulza 5. 
Parafia korzysta z cmentarza wyznaniowego przy ulicy Wolskiej (wspólnie z parafią Kościoła Starokatolickiego Mariawitów) oraz opiekuje się cmentarzami w Górce Powielińskiej, Gocławiu i Pogorzeli.

## Historia
W 1926 z polecenia abp Jana Marii Michała Kowalskiego, sprzedano dwa kościoły mariawickie w stolicy – przy ulicy Skaryszewskiej i Karolkowej. Pozostał tylko kościół przy ulicy Szarej. Pozbawiona większości świątyń parafia warszawska przystąpiła do budowy kościoła przy ulicy Wolskiej. Po rozłamie w mariawityzmie (1935) świątynie przejął Kościół Starokatolicki Mariawitów. Od tego momentu mariawici felicjanowscy spotykali się na nabożeństwach domowych – najpierw przy ulicy Okopowej, później przy Grochowskiej. Z czasem przy ul. Stanisława Wyspiańskiego zorganizowano kaplicę, przeniesioną w 2003 do funkcyjnego budynku przy ul. Brunona Schulza 5.

## Kaplica parafialna

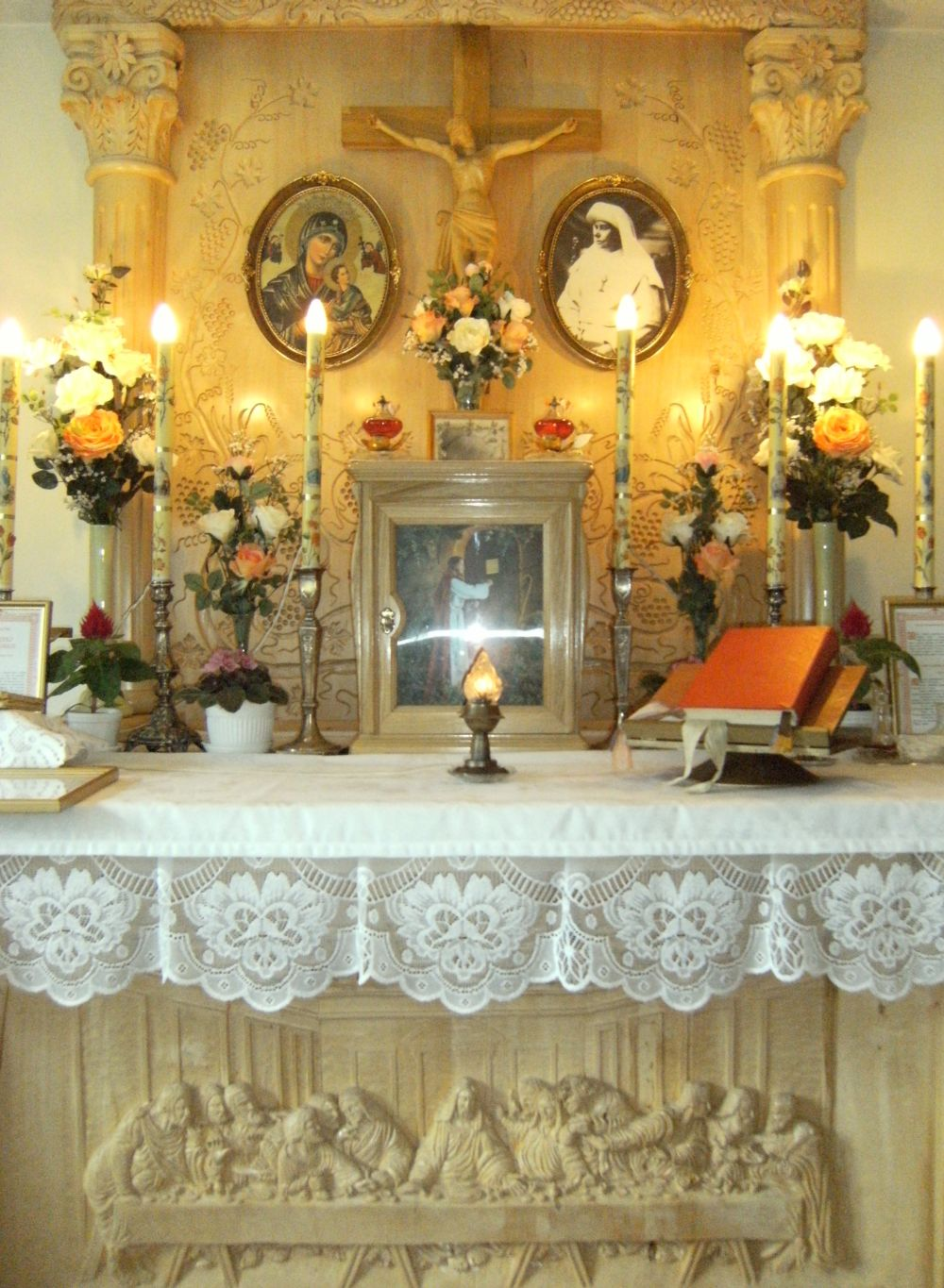
Ołtarz w kaplicy

Kaplica Matki Boskiej Nieustającej Pomocy zajmuje powierzchnię ok. 60 m² i znajduje się na parterze budynku; na górnych piętrach znajdują się pokoje mieszkalne. Obok kaplicy, znajduje się kancelaria parafialna i zakrystia, gdzie przyjmowani są goście.
Ołtarz stanowi specjalnie rzeźbiony stół liturgiczny z okazałym tabernakulum, krzyżem i obrazami Matki Bożej Nieustającej Pomocy i Mateczki – św. Marii Franciszki Kozłowskiej. Nastawa jest przyozdobiona symbolami eucharystycznymi: kłosami zboża i wijącym się krzewem winnym. Ołtarz oddzielony jest od ściany dwoma filarkami, zwieńczonych u głowicy motywami roślinnymi. Na tabernakulum, zgodnie z tradycją mariawicką, znajduje się niewielkie, pośmiertne zdjęcie Założycielki Mariawityzmu, zwane Ofiarą Mateczki. Drzwiczki do tabernakulum są przyozdobione wizerunkiem Chrystusa, pukającego do domu, co jest nawiązaniem do fragmentu Apokalipsy św. Jana: Oto stoję u drzwi i kołaczę: jeśli kto posłyszy mój głos i drzwi otworzy, wejdę do niego i będę z nim wieczerzał, a on ze Mną (Ap 3, 20). Na antepedium znajduje się wyrzeźbiona w drewnie Ostatnia Wieczerza. Ołtarz przyozdobiony jest kwiatami, elektrycznymi świecami oraz dwoma lampami oliwnymi, ustawionymi na tabernakulum. 
Skromne prezbiterium, oddzielone jest od pozostałej części kaplicy, niewielką balustradą, wspomagającą udzielanie Komunii Świętej. W kaplicy znajdują się klęczniki i krzesełka, na których poukładane są modlitewniki i publikacje, z których można korzystać podczas indywidualnej modlitwy i nabożeństw. Ponadto, w lewej części kaplicy umieszczona jest fisharmonia.
Na bocznych ścianach kaplicy, zawieszone są obrazy Najsłodszego Serca Jezusowego, Niepokalanego Poczęcia Najświętszej Maryi Panny, św. Michała Arcybiskupa oraz Franciszka z Asyżu.
Adoracja miesięczna przypada na 3. dzień każdego miesiąca. Uroczystość parafialna Matki Boskiej Nieustającej Pomocy przypada na niedzielę przed 24 czerwca.